# Coreus
Coreus is een geslacht van wantsen uit de familie randwantsen (Coreidae). Het geslacht werd voor het eerst wetenschappelijk beschreven door Johann Christian Fabricius in 1794.

## Soorten
Het genus bevat de volgende soorten:

- Coreus marginatus (Linnaeus, 1758)
- Coreus serresi Theobald, 1937
- Coreus spinigerus Liu & Zheng, 1994